# Fulminant. Rapsod
Fulminant. Rapsod – poemat Cypriana Kamila Norwida napisany w 1863.

## O poemacie
Utwór powstał pod koniec 1863 roku w kontekście krwawych walk powstańczych i brutalnych represji carskich jako dopełnienie Niewoli. Obydwa utwory ukazały się drukiem w 1864 w Lipsku u A. F. Brockahusa. Fulminant powstawał równolegle do licznych not powstańczych i memoriałów Norwida i sporo z zamieszczonych tam obrazów i sformułowań trafiło do utworu (np. zestawienie starożytnych filozofów i uczonych, którzy brali udział wojnie, czy wzmianka o planowanym przez Napoleona III na listopad 1863 Kongresie Pokoju).
Poemat został napisany rymowanym jedenastozgłoskowcem i liczy sobie 196 wersów. Autor podzielił utwór na 14 krótkich rozdziałków. Tytuł został utworzony od łacińskiego fulminans co oznacza grzmiący, piorunujący. Motto w języku francuskim stanowi fragment wspomnień francuskiego oficera z kampanii włoskiej i brzmi: Żołnierz zyskuje wiele na mocy i pewności siebie, jeśli zna nieprzyjaciela i jego sposób walki; paniki powstają najczęściej z nieznajomości rzeczy.

## Treść
Nie można kazać zamilknąć pieśni skazanej na jęki tułacze, jeśli miecz wojny został wzniesiony bez myśli, prawdy i czci. Taki miecz musi pęknąć przed samym sobą i sumieniem. Dla słuszności wojny nie wystarczy jakikolwiek rozum, a tylko taki, który uniesie pieśń, taka boleść, która przeleje się w psalm, szał trzymający się liry i hart, który nie truchleje przed sercem, bo tylko one niosą Nadzieję. Wszystkie inne racje to knuty. Z powodu nieszczerych unii, do których kusi kłamstwo, gniją rany ludzkości i te miłość musi wypalić ogniem i wyciąć mieczem. Stąd pochodzi wojna, która uderza w prostego żołnierza.
Gdyby człowiek znał wartość życia i był czujny, nie odkładał dla potomności tego, czego trzeba dokonać obecnie, rana ta byłaby w zaniku. Lecz takie pospolite ruszenie dobrej woli jest jeszcze przed światem zakryte laurem lub oliwnym drzewem, a minister nie ma teki, z której by się dowiedział czym jest Boży gniew. Nikt nie próbuje uprzedzić wybuchu wojny, aż Boży gniew wstrząśnie posady skłamanych gmachów i śmiech zmieni w strach. Wszelki byt wtedy zaczyna myśleć o celu, a czas o wieczności. Ale minister i wtedy uznaje to za konieczność. Dlatego powtarzają się te Gologty, krwi wylaniem szturmując niebo. I po to są wojny.
Kto pyta skąd to i po co wojna, jest jeszcze rycerzem. Inni ukryli błąd w chwale. Celem tych Wandali jest strach, trafem – siła. Są słowa wypowiedziane przed wojną, które po wojnie noszą na sobie krew. Prawda musi więc wciąż być czujna, jak Minerwa wciąż nosić zbroję. Szczęśliwy, kto usłyszawszy trąbienie rogu rozpozna, że stał tylko na straży, kto potrafi panować nad swym gniewem. Może mu zabraknąć czasu i jadła, może zginąć, ale nie uroni sprawy, za którą walczy. W końcu jednak zatwardzą się serca zacnych, a miłość oddali się w zaświaty nie mogąc znieść nierządu, przez co jakby go ocali i nada mu moc. Nastanie dzień sądu. Poeta za to właśnie nienawidzi niewoli, że wstydzi się okazać Wandalom serce. Od pierwszej chwili życia nie mając serca lecz jakby miecz, żywi nienawiść, która powstała w nim zanim zdążyła wyrosnąć miłość. I tak być musi względem przeklętych, zabójców Ducha Świętego lub jego kramarzy. Bóg ich ukarze, zanim on zdąży Mu to wyznać.

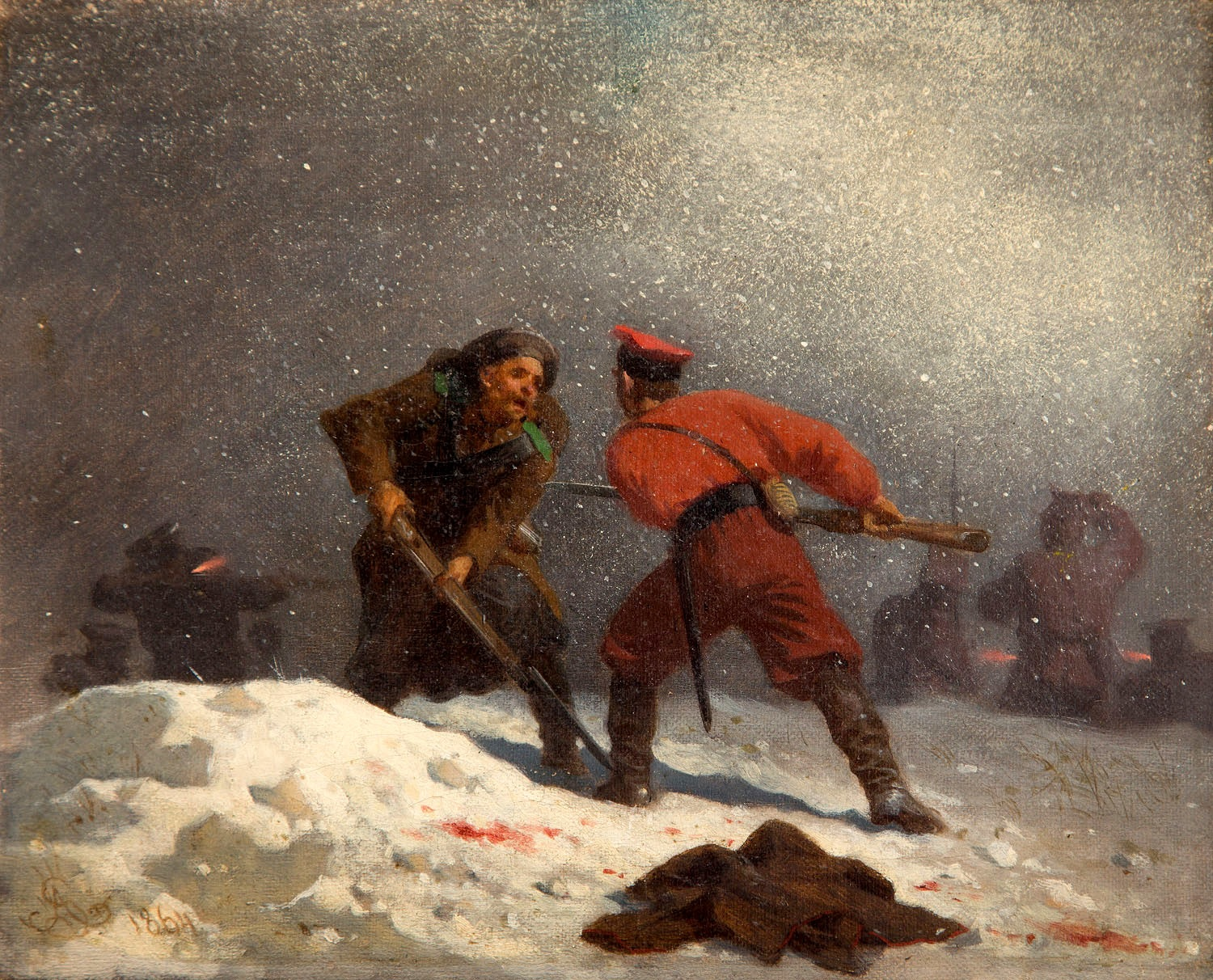
Walka. Artur Grottger. 1864

Rycerz powinien wiedzieć co to wojna. W boju był Sokrates i Plato i spokojny Archimedes. Pitagoras kreślił plan wojny, a Cezar podczas marszu do Hiszpanii pisał poemat. Dzisiaj rządzi jedna mania: nabij i zabij. Ginie sto tysięcy ludzi, a przyczyna tego jest nieznana. Wojnę odarto z poezji starożytnej, a nie wprowadzono pod znak chrześcijaństwa i nie wiadomo pod czyim podąża sztandarem. Każda myśl wydaje się ciężarem w wieku który zapomniał o tyranii Druzów, a popadł w stokroć gorszą tyranię Scytów. Scena historii żąda wciąż świeżej krwi, odwieczny zastęp Chrystusowy zmienił się w koczowisko, serce ludzkie zamiast wiecznym listem, stało się wahadłem czasów, a żołnierz – zakonnikiem szału w dnie ostateczne, gdy demon kłamstwa spada hekatombą. I to ma być Historia?
Gniew człowieczy ujęty w roty muzyką, wódką, grozą tworzy żołdaków, odczłowieczonych młodych ludzi, dla których pułk jest ojcem, a odwach kościołem, kobieta – żartem. Wszystko co wzniosłe wydaje się śmieszne tej średniowiecznej hordzie. Nie może iść dalej, bo nie da się wzniecić świętego zapału z chuci i gróźb. Przyjmie na siebie literę prawa, ale nie będzie jej wypełniać, tworząc taki gordyjski węzeł kłamstwa, że wódz poszuka jego rozwiązania kulą w swej głowie. Żołdactwo go ofuknie, lecz nie sposób z nim porozmawiać, bo mu myśleć nie wolno. Jest inny gniew, który nie powstaje z krwi. Ma kształt gołębia i żądło mistyczne. Powstaje gdy serce cierpiąc dłużej zmieniłoby się w organ podłości. Jest zarazem stanem i czasem. Nie mści się, bo spada z góry jak piorun. Mówił o nim Marek Aureliusz do senatorów rzymskich, lecz dzisiejszy senat nic o nim nie wie pokąd się w łunach i krwi nie przebudzi!...

## Recepcja poematu
Utwór spotkał się z uznaniem krytyków międzywojennych. Stanisław Cywiński (1924) chwalił poetę za głęboką analizę konfliktów międzynarodowych prowadzących do wojny. W podobnym duchu wypowiedział się o utworze Zenon Przesmycki (1932). Zygmunt Falkowski (1933) dostrzegał w Fulminancie elementy batalistyki kosmicznej. Jedynie Manfred Kridl (1936) utyskiwał, na to że utwór jest interesującym wprawdzie, ale trudnym do rozwikłania i abstrakcyjnym rozważaniem. 